# Charles Rockwell Lanman
Charles Rockwell Lanman, född den 8 juli 1850 i Norwich, Connecticut, död den 20 februari 1941, var en  amerikansk sanskritist.  
Lanman studerade vid Yale College och flera tyska universitet samt anställdes 1876 vid Johns Hopkins University i Baltimore. År 1889 gjorde han en resa i Indien och tog med sig hem ett stort antal manuskript till Harvard University, Boston, där han från 1880 var professor i sanskrit.
Lanman var sekreterare i American Philological Association 1879-94, president där 1890, samt utgav dess "Transactions" och "Proceedings"; han var korresponderande sekreterare i American Oriental Society 1884-94, dess vicepresident 1897-1907, dess president 1907 samt medredaktör för dess tidskrift ("Journal" och "Proceedings") i 15 år. 
Bland vetenskapliga arbeten kan nämnas Nouninflection in the Veda  (1880), Sanskrit Reader (1888) och Hindu Pantheism (1890). Han översatte Rajacekharas Karpuramanjari (1900), utgivit och kompletterat Whitneys översättning och kommentar av Atharvaveda (1905) samt utgav den viktiga serien av sanskritverk benämnd "Harvard Oriental Series".